# Melecta fumipennis
Melecta fumipennis là một loài Hymenoptera trong họ Apidae. Loài này được Lieftinck mô tả khoa học năm 1980.